# Arne Hassink
Arne Hassink (* 12. August 1984 in Neede) ist ein ehemaliger niederländischer Straßenradrennfahrer.

## Karriere
Arne Hassink begann seine Karriere 2003 bei dem niederländischen Radsportteam Löwik-Tegeltoko. 2006 wechselte er zu Fondas-P3Transfer und kurz darauf zu Ubbink-Syntec. Dort wurde er Zweiter bei der Ronde van Zuid-Friesland und Dritter bei der Profronde van Fryslân. 2008 wechselte er dann zum Cyclingteam Jo Piels, wo er die Dorpenomloop Rucphen gewann und Etappendritter beim Flèche du Sud wurde. Daraufhin fuhr er Ende der Saison als Stagiaire bei der deutschen ProTeam Milram. 2011 und 2012 fuhr Hassink bei dem Continental Team TT Raiko Argon 18, für das er den Arno Wallaard Memorial gewann.
Ende 2012 beendete Hassink seine Laufbahn als Berufsradfahrer.
Sein Vater Arie Hassink und seine Schwester Areke Hassink (* 1981) sind ebenfalls ehemalige Radsportler.

## Erfolge
2008
- Dorpenomloop Rucphen

2011
- Arno Wallaard Memorial

## Teams
- 2003 Löwik-Tegeltoko
- 2004 Löwik Meubelen-Tegeltoko
- 2005 Löwik Meubelen-Van Losser
- 2006 Fondas-P3Transfer (bis 12.07.)
- 2006 Ubbink-Syntec (ab 13.07.)
- 2007 Ubbink-Syntec
- 2008 Cyclingteam Jo Piels
- 2008 Team Milram (Stagiaire)
- 2009 Koga-CreditForce
- 2010 Metec Cycling Team
- 2011 TT Raiko Argon 18
- 2012 Team Raiko Stölting